# Dance (Ratt)
Dance è un singolo del gruppo musicale statunitense Ratt, il primo estratto dal loro terzo album in studio Dancing Undercover nel 1986.
La canzone è stata inserita nell'episodio Una storia di boxe della terza stagione di Miami Vice nel 1987.

## Video musicale
Il videoclip del brano mostra la band che viene invitata da un presentatore (interpretato dal comico e attore Dick Shawn) a esibirsi durante uno spettacolo di musica rock al famoso locale Whisky a Go Go.

## Tracce
1. Dance – 4:17
2. Take a Chance – 4:00

## Classifiche
| Classifica (1986)             | Posizione massima |
| ----------------------------- | ----------------- |
| Stati Uniti                   | 59                |
| Stati Uniti (mainstream rock) | 36                |